# 아날로그 스틱

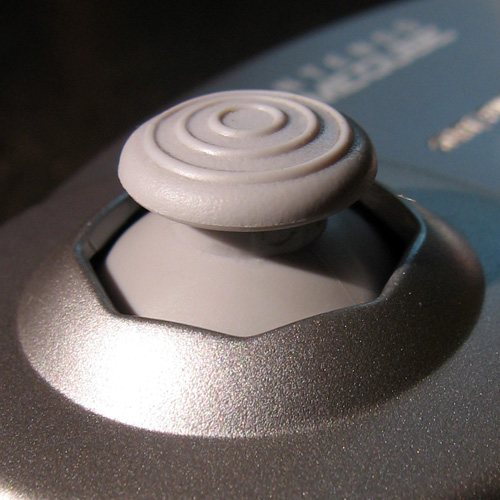

아날로그 스틱(Analog stick), 컨트롤 스틱, 조이스틱 또는 썸스틱은 2차원 입력에 사용되는 컨트롤러(주로 게임 컨트롤러)용 입력 장치이다. 아날로그 스틱은 컨트롤러의 돌출부로 구성된 조이스틱의 변형이다. 입력은 기본 "중심" 위치를 기준으로 이 돌출부의 위치를 기반으로 한다. 디지털 스틱은 이동을 위해 단일 전기 연결(위, 아래, 왼쪽 및 오른쪽에 내부 디지털 전기 접점 사용)에 의존하는 반면, 아날로그 스틱은 전위차계를 통해 실행되는 지속적인 전기 활동을 사용하여 전체 동작 범위 내에서 스틱의 정확한 위치를 측정한다. 아날로그 스틱은 콘솔 비디오 게임에서의 중요성과 사용량 모두에서 십자 패드를 크게 앞질렀다.

## 같이 보기
- 십자 패드
- 와이어드 글러브